# 滇

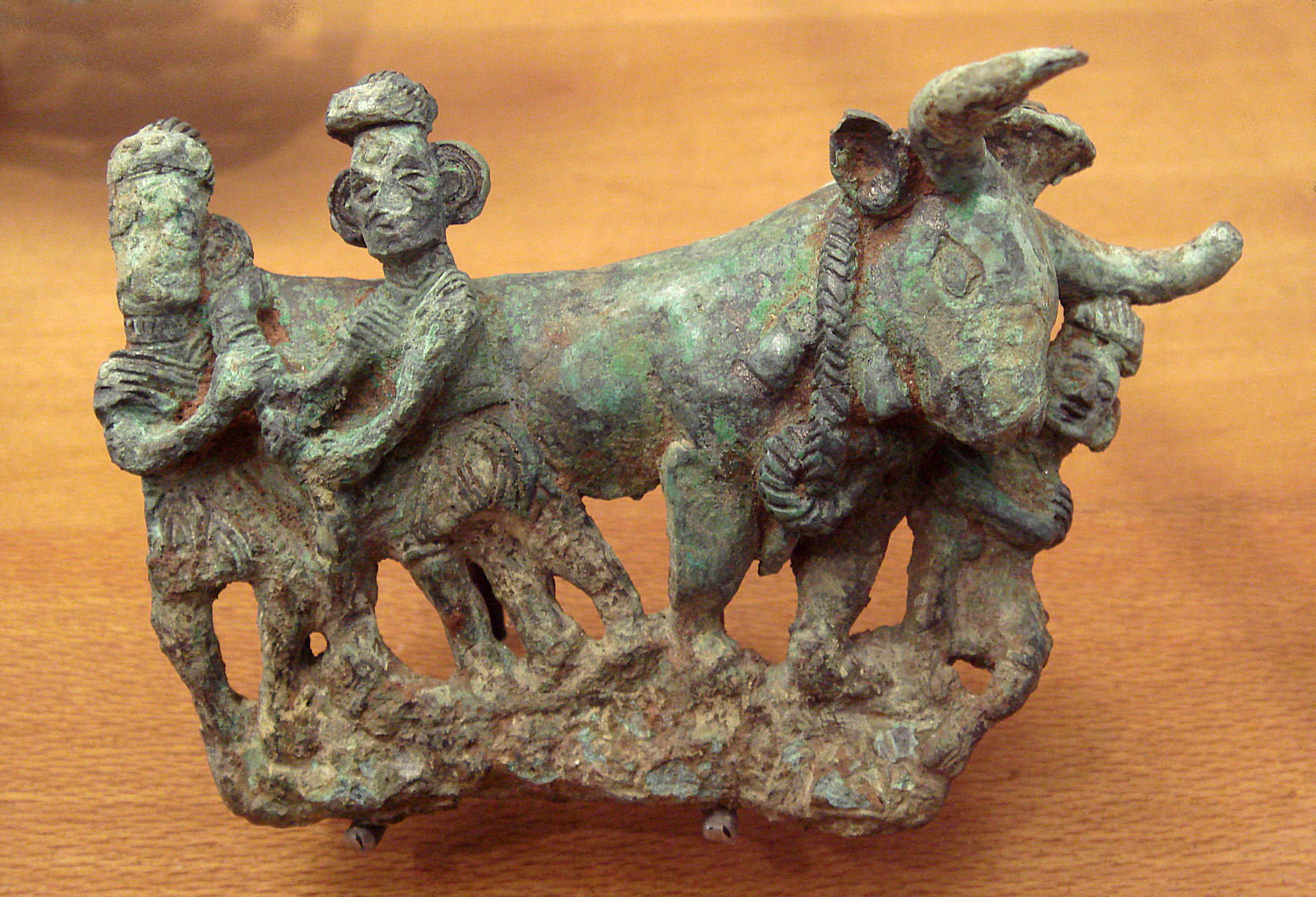
青銅の彫像

滇（てん、簡体字: 滇, 拼音: Diān）は、前漢時代の紀元前3世紀頃から、雲南省東部の滇池周辺にあった滇人による西南夷の国。

## 名称
中国では「滇」の字は鱒の意味も持ち、その場合は「滇魚」 (Zūnyú) といったように読み方が異なる。
後に雲南省の別称となり、更に北洋軍閥の分派の1つ滇系や滇劇など雲南省のものを表す用法も発展した。現在の中華人民共和国においても雲南省を「滇」と略す。

## 歴史
楚の将軍・荘蹻が遠征した時に、秦によって帰郷できなくなり、やむなく建国したとされる。
紀元前109年に前漢の武帝の攻撃で属国になり、益州郡の統治下に入った。

## 滇王之印

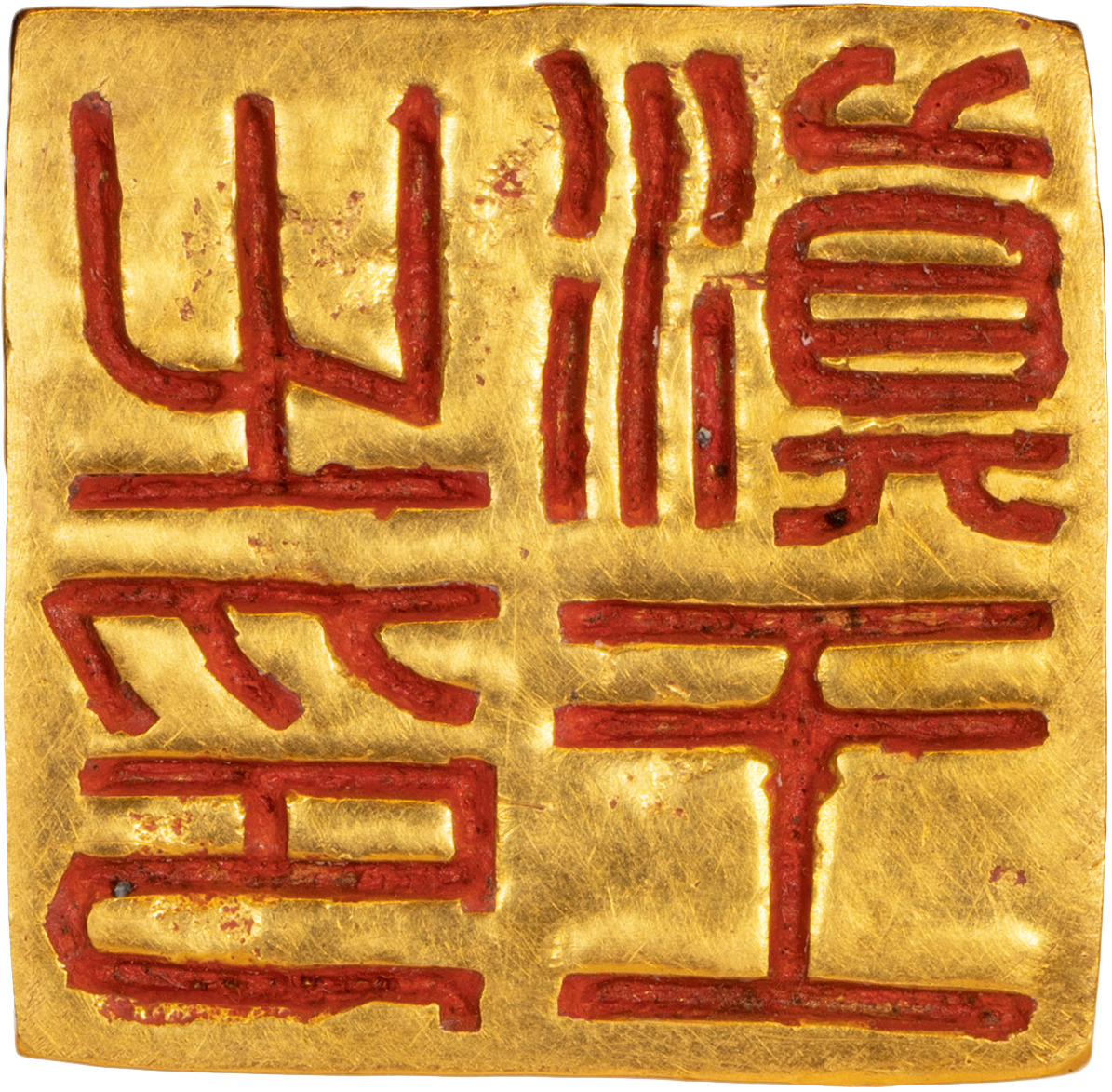
滇王之印

晋寧県の石寨山の遺跡（石寨山滇国王族墓）からはこの時代のものと思われる青銅器や「滇王之印」と書かれた印鑑などが発掘されている。西嶋定生はこの滇王之印と日本の福岡県で出土した漢委奴国王印とが形式的に同一であることを指摘している。

## 古滇国の歴代君主
以下は黄懿陸の著『滇国史』から整理した。文字史料が不足しているため、大部分の滇王墓の主はその本名と年代を確認することができない。
1. 荘蹻（紀元前278年 - 紀元前256年）
2. M33墓主（紀元前256年 - 紀元前224年）
3. M12墓主（紀元前224年 - 紀元前178年）
4. M3墓主（紀元前178年 - ?）
5. M13墓主
6. M71墓主（? - 紀元前123年）
7. 嘗羌（M6墓主）（紀元前123年 - 紀元前85年）